# شوراب سفلي
شوراب سفلي (بالإنجليزية: Shurab-e Sofla)‏ هي مستوطنة تقع في قسم سنغ بست الريفي في إيران. يقدر عدد سكانها بـ 153 نسمة .